# سفينة أشباح

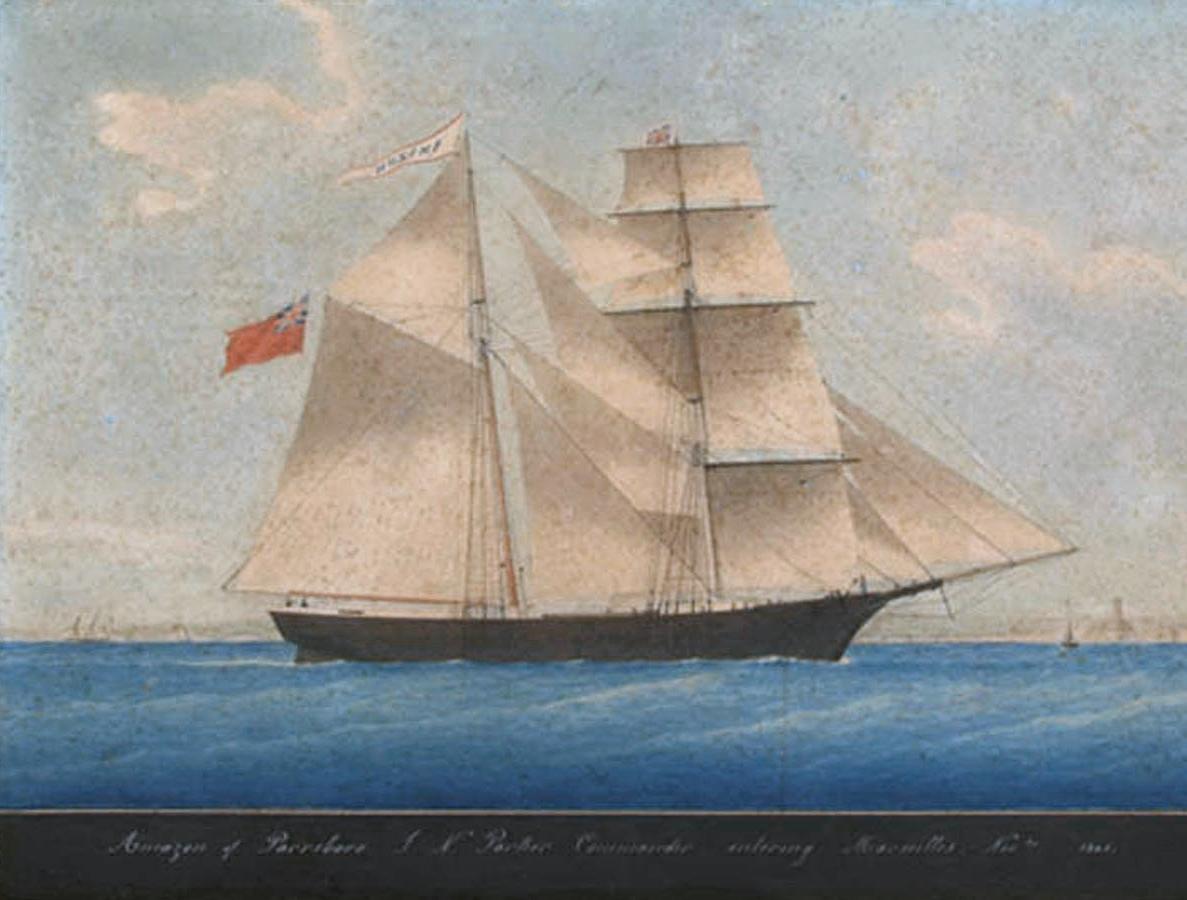

سفينة الأشباح، هي سفينة لا يوجد بها طاقم حيا؛ وقد تكون سفينة شبحية في الفولكلور أو الخيال، مثل الهولندي الطائر، أو حطام حقيقي وجد مجروفا مع طاقمه المفقود أو الميت، مثل ماري سليست.ويستخدم هذا المصطلح أحيانا للسفن التي تم إيقاف تشغيلها ولكن لم يتم تفكيكها بعد، وكذلك القوارب المنجرفة التي تم العثور عليها بعد تحطمها بسبب تفكك حبالها وأصبحت الرياح أو الأمواج تجرفها.